# Elisabeth Weeshuis Museum
Het Elisabeth Weeshuis Museum is een cultuurhistorisch museum in de Nederlandse plaats Culemborg. Het is gevestigd in het Elisabeth Weeshuis.
De meisjesvleugel van het Weeshuis werd na 1968, na een grondige renovatie het Elisabeth Weeshuis Museum. Diverse delen van de collectie bevinden zich al eeuwen in het huis, zoals het laat-16e-eeuwse drieluik van de Culemborgse schilder Jan Deys. Ook veel van de portretten van de Culemborgse graven en gravinnen, waaronder dat van vrouwe Elisabeth zelf, geflankeerd door haar beide echtgenoten, bevinden zich al sinds de 17e eeuw in het gebouw. Na een renovatie en herinrichting in 2013 richt het museum zich in de vaste opstelling op de geschiedenis van het Weeshuis, gecombineerd met de geschiedenis van de stad Culemborg. Er worden regelmatig tijdelijke tentoonstellingen georganiseerd.

## Afbeeldingen

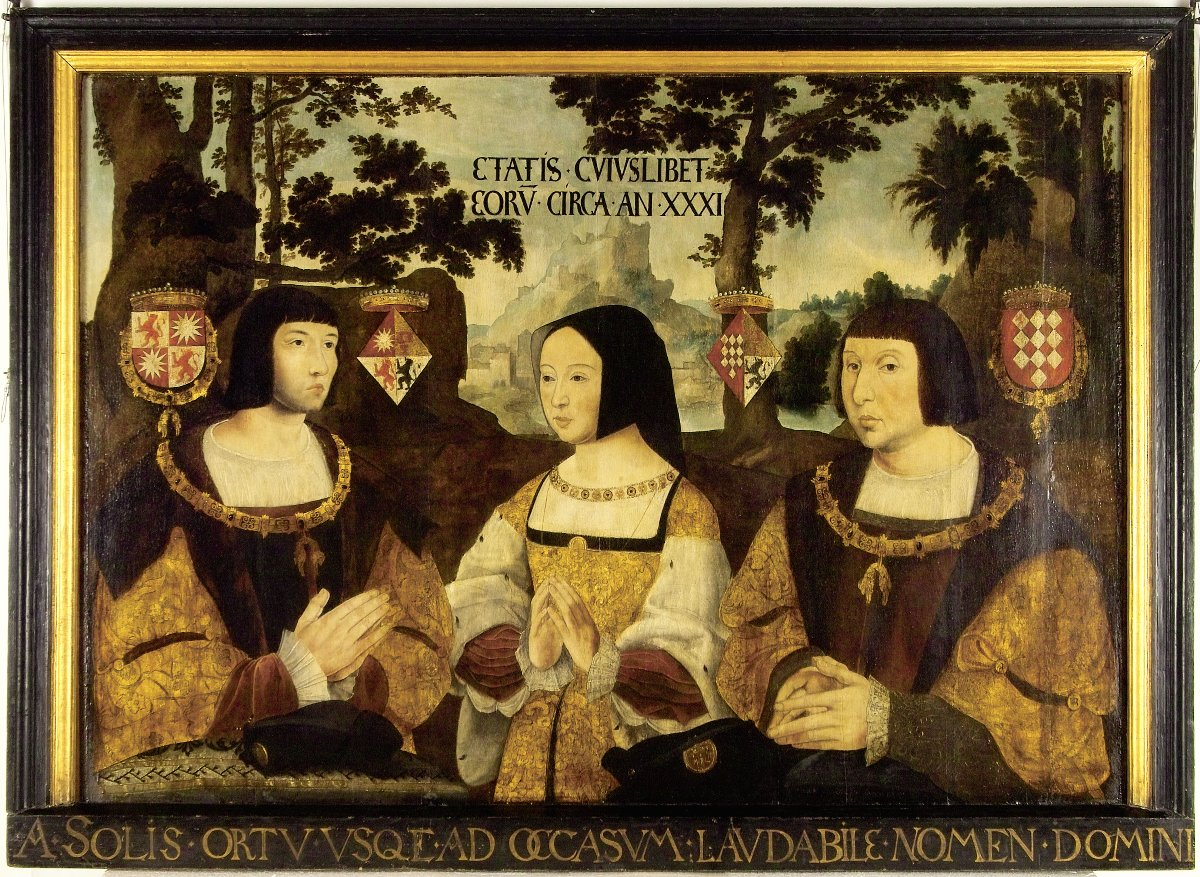
Elisabeth met haar beide echtgenoten. V.l.n.r.: Jan van Luxemburg-Ville, Elisabeth, Antoon I van Lalaing
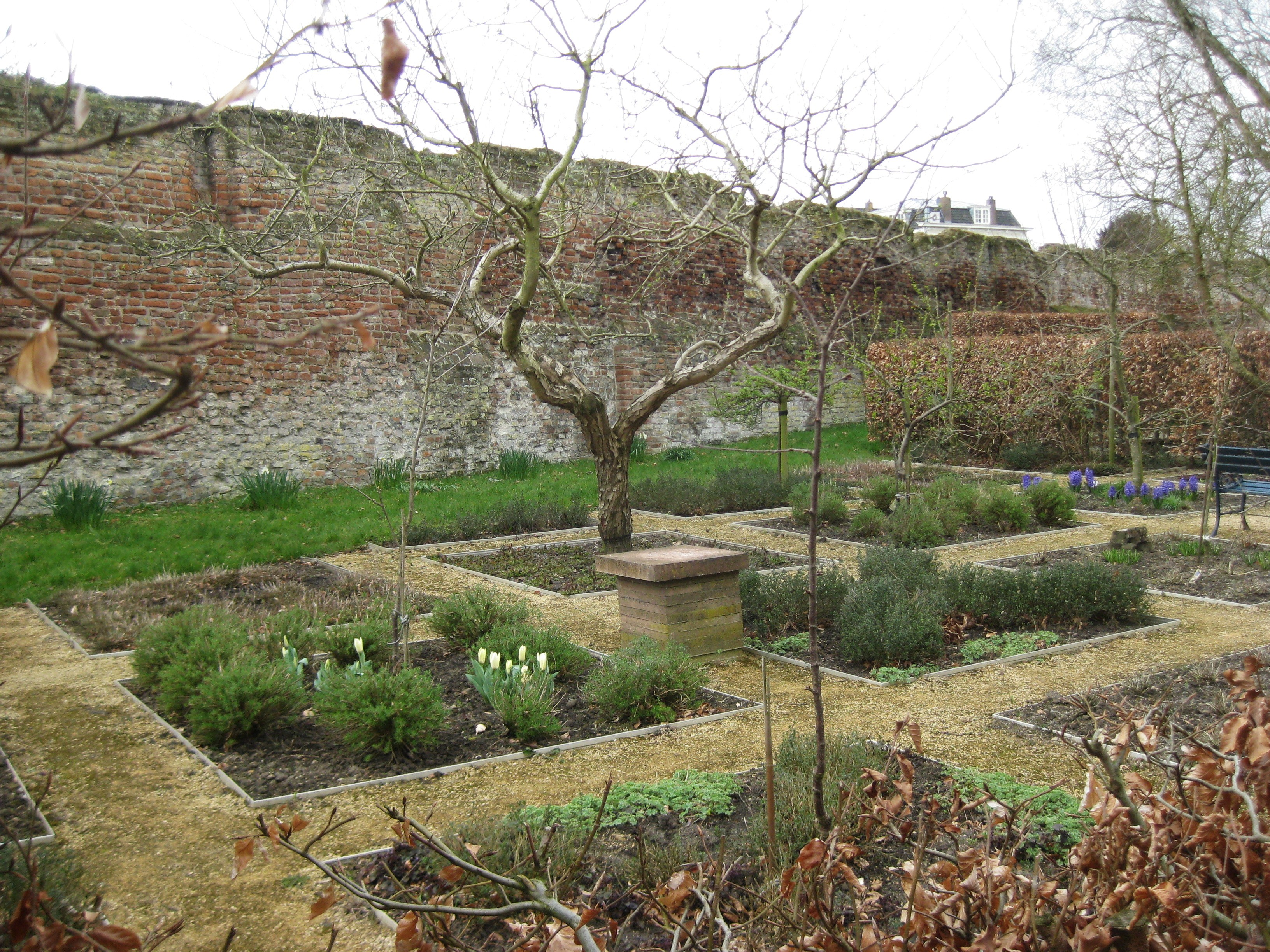
Tuin
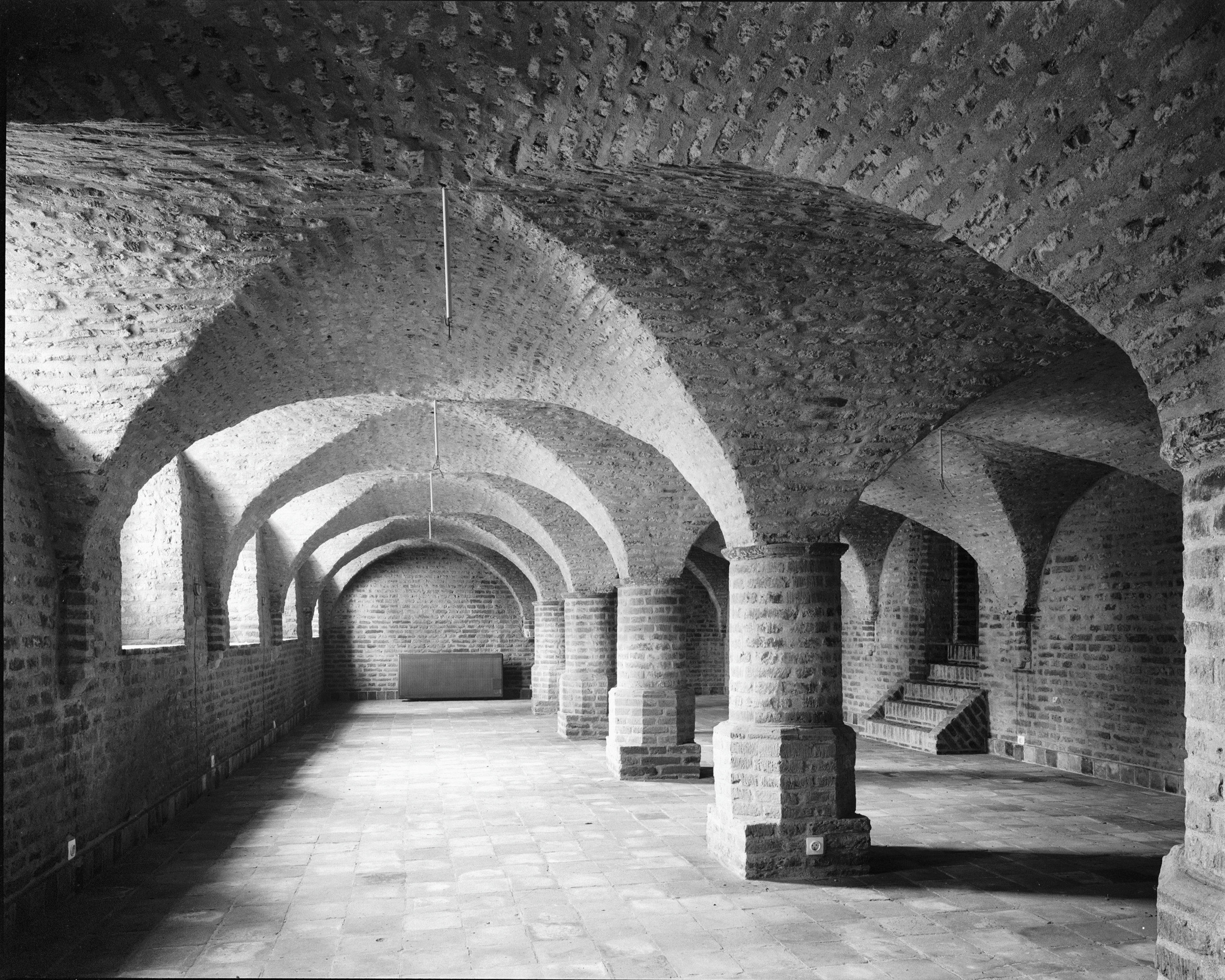
Kelder